# شاخة الخان (دار خوين)
شاخة الخان (بالفارسية: شاخت الخان) هي منطقة سكنية تقع في إيران في قسم دار خوين الريفي. يقدر عدد سكانها بـ 1,203 نسمة .